# Wyeomyia moerbista
Wyeomyia moerbista är en tvåvingeart som först beskrevs av Dyar och Frederick Knab 1919.  Wyeomyia moerbista ingår i släktet Wyeomyia och familjen stickmyggor. Inga underarter finns listade i Catalogue of Life.